# Alcyonidium pseudodisciforme
Alcyonidium pseudodisciforme is een mosdiertjessoort uit de familie van de Alcyonidiidae. De wetenschappelijke naam van de soort is voor het eerst geldig gepubliceerd in 2009 door Denisenko.